# Sasha Pieterse
Pour les articles homonymes, voir Pieterse.
Sasha Pieterse Sheaffer, née le 17 février 1996 à Johannesbourg en Afrique du Sud,,, est une actrice, autrice-compositrice-interprète, mannequin, blogueuse et youtubeuse américano-sud-africaine.
Elle est surtout connue pour avoir incarné Alison DiLaurentis dans la série télévisée Pretty Little Liars (entre 2010 et 2017) et dernièrement dans  The Perfectionists (une série dérivée de la première). Elle est également connue pour son rôle de Fawcett Brooks dans le film G.B.F..

## Biographie
Née à Johannesbourg, en Afrique du Sud, Sasha est l'enfant unique de Linzi Rae "Zizi" Pieterse (née le 5 mars 1965) et Sean Pieterse (né le 3 novembre 1963), tous deux danseurs professionnels qui voyageaient régulièrement dans le monde entier. Elle émigre aux États-Unis en 2001, à l'âge de 5 ans, et passe son enfance à Las Vegas, dans le Nevada, avant de s'installer à Los Angeles durant sa préadolescence. Elle a également vécu en France pendant un an, lorsqu'elle était enfant. Elle n'a jamais été à l'école publique, elle suivait des cours par correspondance, et a obtenu son diplôme de fin d'études secondaires à l'âge de 14 ans seulement.

## Carrière

### Comédie
Dès l'âge de quatre ans, Sasha s'est fait repérer par un agent artistique et a commencé à tourner dans des publicités. À l'âge de sept ans, elle a eu le rôle de Buffy Davis dans la sitcom, Cher oncle Bill. Grâce à ce rôle, elle a remporté un Young Artist Awards dans la catégorie "Meilleure performance à la télévision - jeunes actrices de 10 ans ou moins". En 2005, elle a joué dans un épisode de la série Dr House - où elle jouait le rôle d'une petite fille atteinte d'un cancer en phase terminale. Grâce à sa performance, elle fut nommée pour un Emmy Award. Cette même année, elle a joué dans le film Les Aventures de Shark Boy et Lava Girl, aux côtés de Taylor Lautner et Taylor Dooley. L'année suivante, elle a joué un petit rôle dans le film États de choc, avec Sarah Michelle Gellar.
Après avoir joué dans FBI : Portés disparus et Heroes, Sasha a auditionné, à l'âge de treize ans, pour le rôle d'Hanna Marin dans la nouvelle série télévisée dramatique, Pretty Little Liars - adaptée des romans Les Menteuses de Sara Shepard. Finalement, elle a eu le rôle d'Alison DiLaurentis, l'ancienne reine du lycée de Rosewood avant sa mystérieuse disparition, en 2009. La série est diffusée sur la chaîne ABC Family depuis le 8 juin 2010.

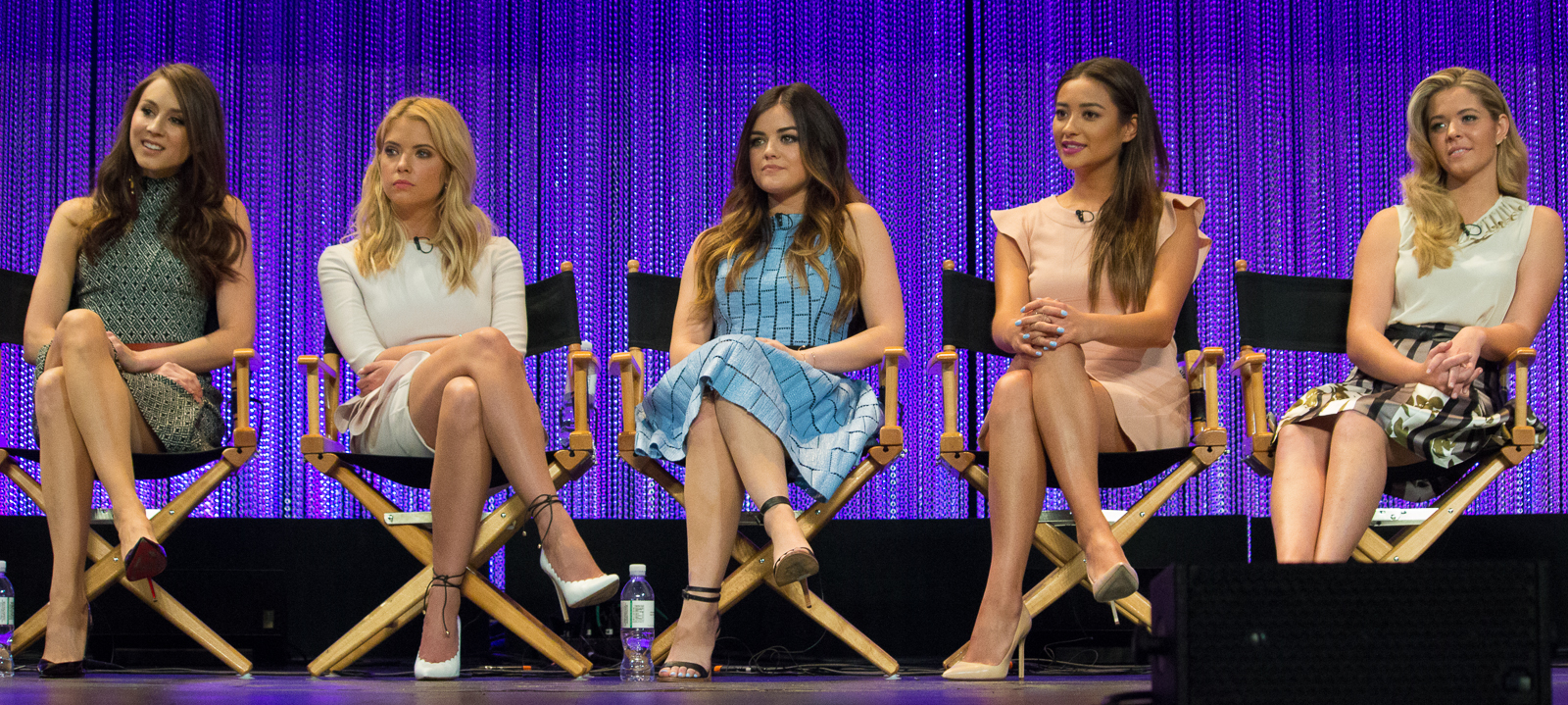
Troian Bellisario, Ashley Benson, Lucy Hale, Shay Mitchell et Sasha Pieterse (de gauche à droite) en mars 2014.

En 2011, elle a fait une brève apparition dans le film X-Men : Le Commencement, et a joué l'un des rôles principaux dans le Disney Channel Original Movie, Le Geek Charmant, avec Sarah Hyland et Matt Prokop. En 2013, elle a été en tête de l'affiche de la comédie, G.B.F (Gay Best Friend) aux côtés de JoJo et Andrea Bowen. En janvier 2013, elle a joué dans le clip Rewind de Skye Stevens.
Entre mai et août 2013, Sasha a tourné dans son nouveau film, Inherent Vice, aux côtés de Reese Witherspoon et Joaquin Phoenix,,. Le film est sorti au cinéma dans l'année 2014. En février 2014, il a été annoncé que Sasha venait d'avoir l'un des rôles principaux dans le prochain drame, Vernon God Little - adapté du roman Vernon God Little de DBC Pierre, aux côtés de Russell Brand.
En juillet 2014, il a été annoncé que Sasha ferait partie du casting du film dramatique, Burning Bodhi, aux côtés de Kaley Cuoco et Landon Liboiron. Le tournage du film a eu lieu à Albuquerque en juillet 2014.
Le 17 juillet 2014, Sasha a annoncé sur son compte Instagram qu'elle venait d'être nommée dans la catégorie « Révélation féminine de l'année » pour les Teen Choice Awards 2014, qui ont eu lieu le 10 août 2014. Sasha a remporté le prix face à Nicole Beharie, Dove Cameron, Adelaide Kane et Emily Bett Rickards.
Le 31 juillet 2016, lors de la dix-huitième cérémonie des Teen Choice Awards, elle remporte le prix de la meilleure voleuse de vedette dans une série, face à ses adversaires Becky G, Tahj Mowry, Serayah McNeill, Misha Collins et Hudson Yang.
En mars 2019, Sasha est de nouveau sur nos écrans en reprenant son célèbre rôle de Alison DiLaurentis dans le spin-off de la série mère : Pretty Little Liars: The Perfectionists au côté de Janel Parrish qui elle aussi reprend son rôle de Mona Vanderwaal. 

### Musique
Sasha se passionne pour la musique country et commence à prendre des cours de chant avec comme professeur Mandie Pinto. Cette dernière la met alors en relation avec Dan Franklin, un compositeur et producteur de musique. Ensemble, Sasha et Dan ont composé la chanson This Country Is Badass - le premier single de celle-ci, sorti le 12 avril 2013. Quelques mois plus tard, elle a sorti son deuxième single, R.P.M, le 14 juin 2013. Après avoir sorti un troisième single I Can't Fix You - le 12 juillet 2013, Sasha a sorti un nouveau single, No., le 10 décembre 2013.

## Vie privée
En 2013, à 17 ans, Sasha Pieterse devient la compagne du cascadeur professionnel américain, Hudson Sheaffer (né le 3 septembre 1989) - alors âgé de 24 ans. Ils emménagent ensemble en mars 2014, puis se fiancent en décembre 2015. Le couple se marie le 27 mai 2018 en Irlande et ont un fils, prénommé Hendrix Wade Sheaffer, né le 6 novembre 2020. En 2022, la famille quitte la Californie pour s'installer à Nashville, dans le Tennessee.

## Filmographie

### Films
- 2005 : Les Aventures de Shark Boy et Lava Girl (The Adventures of Sharkboy and Lavagirl in 3-D) de Robert Rodriguez : Marissa / La Princesse des Glaces
- 2007 : États de choc (The Air I Breathe) de Jieho Lee : la douleur, enfant
- 2007 : Charlie, les filles lui disent merci / Le Porte-bonheur (Good Luck Chuck) de Mark Helfrich : la fille gothique
- 2011 : X-Men : Le Commencement (X-Men: First Class) de Matthew Vaughn : la jeune fille
- 2013 : G.B.F. de Darren Stein : fawcett Brooks
- 2014 : Inherent Vice de Paul Thomas Anderson : Japonica Fenway
- 2015 : Burning Bodhi (en) de Matthew McDuffie : Aria
- 2017 : Coin Heist de Emily Hagins : Dakota.
- 2018 : The honor list de Elissa Down : Isabella Walker
- 2022 : Ivy + Bean: The Ghost That Had to Go : Madame Aruba Tate
- 2022 : Ivy + Bean: Doomed to Dance : Madame Aruba Tate
- 2024 : The Image of You de Jeff Fisher : Anna/Zoé

### Emissions Télévisées
- 2017 : Dancing with the Stars : elle-même (en compétition)

#### Téléfilms
- 2007 : Des yeux dans la nuit (Claire) de Stephen Bridgewater : Maggie Bannion
- 2011 : Le Geek charmant (Geek Charming) de Jeffrey Hornaday : Amy Loubalu

#### Séries télévisées
- 2002 : Family Affair : Buffy Davis (rôle principal, 22 épisodes)
- 2004 : Stargate SG-1 / La Porte des Étoiles : Grace (saison 7, épisode 13)
- 2005 : Wanted : Millie Rose (2 épisodes)
- 2005 : Dr House : Andie (saison 2, épisode 2)
- 2007 : Les Experts : Miami (CSI: Miami) : Beth Buckley (saison 6, épisode 9)
- 2009 : FBI : Portés disparus (Without a Trace) : Daphne Stevens (saison 7, épisode 11)
- 2009 : Heroes: Slow Burn : Amanda Strazzulla (mini-série, 6 épisodes)
- 2009-2010 : Heroes : Amanda Strazzulla (5 épisodes)
- 2010-2017 : Pretty Little Liars : Alison DiLaurentis (rôle principal - 160 épisodes)
- 2011 : Medium : Marie à 14 ans (saison 7, épisode 13)
- 2014 : Hawaii 5-0 : Dawn Hatfield (saison 4, épisode 20)
- 2016 : Sing It! (en) : Destiny (web-série)
- 2019  : Pretty Little Liars: The Perfectionists : Alison DiLaurentis (rôle principal - 10 épisodes)
- 2020 : Beat Bobby Flay : elle-même
- 2020 : Sugar Rush : elle-même

## Discographie

### Singles
| Année | Chanson                |
| ----- | ---------------------- |
| 2013  | This Country Is Badass |
| 2013  | R.P.M                  |
| 2013  | I Can't Fix You        |
| 2013  | No.                    |

### Clips
| Année | Chanson | Réalisateur |
| ----- | ------- | ----------- |
| 2013  | R.P.M   | Matt Steele |

## Distinctions

### Récompenses
- Young Artist Awards :
  - 2003 : Meilleure performance à la télévision - jeunes actrices de 10 ans ou moins (pour Cher oncle Bill)
- Teen Choice Awards :
  - 2014 : Révélation féminine de l'année sur le câble (pour Pretty Little Liars)
  - 2016 : Meilleure voleuse de vedette dans une série (pour Pretty Little Liars)
- Independant Spirit Awards :
  - 2015 : Prix Robert Altman (partagé avec le réalisateur et le casting pour Inherent Vice)

### Nominations
- Young Artist Awards :
  - 2003 : Meilleur groupe dans une série télévisée comique ou dramatique (avec Caitlin Wachs et Jimmy Pinchak pour Cher oncle Bill)
- ShoWest Awards :
  - 2011 : Révélation de l'année (pour Pretty Little Liars)
- MTV Fandom Awards :
  - 2015 : "Couple de l'année" (avec Shay Mitchell pour Pretty Little Liars)
- Teen Choice Awards
  - 2015 : Meilleure voleuse de vedette dans une série (pour Pretty Little Liars)
  - 2017 : Meilleure actrice dans une série dramatique (pour Pretty Little Liars)
  - 2017 : Meilleure alchimie dans une série (avec Shay Mitchell pour Pretty Little Liars)